# جيمي إيست
جيمي إيست (بالإنجليزية: Jamie East)‏ هو مقدم تلفزيوني بريطاني، ولد في 27 مارس 1974 في برمنغهام في المملكة المتحدة.

## وصلات خارجية
- جيمي إيست على موقع IMDb (الإنجليزية)
- جيمي إيست على موقع ميوزك برينز (الإنجليزية)
- جيمي إيست على موقع قاعدة بيانات الفيلم (الإنجليزية)